# 氣候韌性
氣候韌性（英語：Climate resilience）被定義為“社會、經濟和生態系統應對氣候事件、或趨勢，或是干擾的能力”。:7這種能力是社會、經濟和生態系統“在氣候變化中，透過維持其基本功能、特性和結構（以及生態系統中的生物多樣性）的方式進行響應或是重組，同時又能保持調適、學習和轉型的能力”來達成。:7提高氣候韌性的重點是減少社區、州（省）和國家目前受到氣候變化諸多影響時所產生的氣候變化脆弱性。建立氣候韌性的工作包括在社會各個層面實施的社會、經濟、技術和政治戰略。目前從地方性社區行動到全球條約，處理氣候韌性問題已成為一優先事項，但有人提出在眾多的理論中尚有大部分還未轉化為行動。
氣候韌性與氣候變化調適工作有關聯，目的在減少氣候變化脆弱性，並將氣候正義和公平列入考慮。實做部分包括建設具有氣候韌性的基礎設施、施行相關農業及開發。大多數衡量氣候韌性的客觀方法都使用固定且透明的韌性定義，並採用標準化指標對不同人群進行比較。

## 定義
氣候韌性通常被認為是從洪水和乾旱等氣候相關事件中恢復或緩解脆弱性的能力。這是一個政治進程，目的在增強所有人的能力，以減緩由氣候災害和變異性風險產生脆弱性，並對氣候模式變化有調適能力。
IPCC第六次評估報告對氣候韌性的定義如下：“韌性[...]被定義為社會、經濟和生態系統應對危險事件、或趨勢，或是干擾的能力，經維持其基本功能、特性和結構（以及生態系統中的生物多樣性）的方式進行響應或是重組，同時又能保持調適、學習和轉型的能力來達成”。”:7
韌性是種有用的概念，因為它既能跨越部門和學科，也易於解釋，甚至會產生不同，有時是相互競爭的定義。氣候韌性的定義在概念和實作方面均存有激烈爭議。:7

## 組成

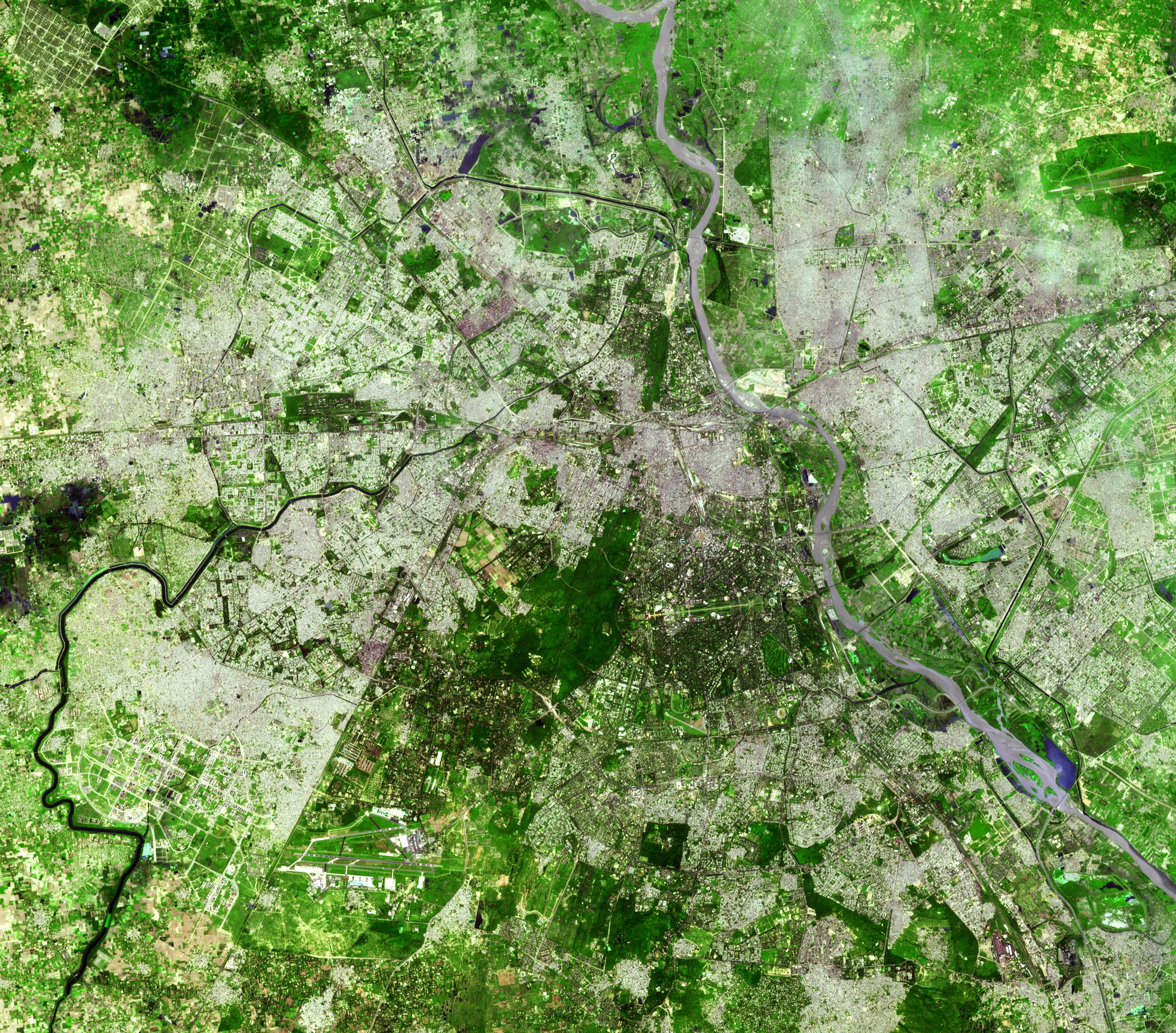
印度德里的空拍相片，可見到其中建有城市森林以加強當地對抗氣候變化與增進氣候韌性的能力。

目前有關氣候韌性的大部分工作都集中在維護現有系統和結構而採取的行動。這很大程度上與社會生態系統在承受外力衝擊和維持功能中完整性的能力有關。但在學術文獻中有越來越多的共識，認為採取行動以引導結構性變化也應包含在韌性的定義中。根據共同定義，其包含的三種基本能力是吸收能力、調適能力和變革能力，每一種都為韌性做出貢獻。這包括社會生態系統更新和發展的能力，以及利用干擾作為導致創新和演化新路徑的機會，而提高系統調適宏觀變化的能力。

關鍵方面包括：韌性與氣候變化調適間的關係、有多大程度是透過參與者，或是透過系統的方法來提高穩定性，及其與生態平衡理論或是生態系統動態平衡觀點的關係。
建立氣候韌性是項高度綜合性的作業，涉及一群不拘一格的參與者和代理人：個人、社區組織、微觀政治機構、公司、地方、州（省）和國家各級政府以及國際組織。從本質上講，增強氣候調適能力的行動將增強社會、工業和環境基礎設施的適應能力，並減緩氣候變化的影響。目前的研究顯示在各個層面上屬於成功開展氣候韌性最有力的指標是一個完善的社會、政治、經濟和金融機構網絡，已經做好準備以有效去識別和應對氣候變化帶來的風險。而目前已經具有此類網絡的城市、州和國家通常會擁有更高的收入和國內生產毛額 (GDP)。

## 涵蓋領域

### 開發
“氣候韌性開發”已成為永續發展的新範式（但有爭議存在），對全球所有相關領域的理論和實踐已產生影響。對水利產業尤其如此，因為水安全與氣候變化密切相關。在各大洲，各國政府都在採取氣候韌性型經濟政策，部分是受到《巴黎協定》和聯合國於2016年提出的永續發展目標等國際框架的推動。
氣候韌性開發“將調適措施及其推動條件與緩解措結合，以促進全球所有人的永續發展”。:28也涉及公平和系統轉換問題，並包括對人類、生態系統和地球健康的調適。:7透過與傳統上的邊緣群體（包括婦女、青年、原住民、當地社區和少數群體在內）建立夥伴關係，促進韌性的發展。
為實現氣候韌性的發展，需要採取以下行動：增加氣候信息傳播，以及為靈活和動態系統增進融資和技術能力。這需要更多考慮到邊緣化社區的社會生態韌性和特定背景的價值觀，並在決策過程中與最弱勢群體進行有意義的接觸。 因此韌性在應用於永續發展時會帶來一系列挑戰，以及機遇。

### 基礎設施
當基礎設施失效時，會產生廣泛的影響，影響範圍超出原始事件發生地點，並且會在相當長的時間內持續。此外，日益升高對基礎設施的依賴性，加上氣候變化和人口增長的影響，都會導致脆弱性和暴露度增加，以及升高發生災難性事件的可能性。為減少這種脆弱性，並認識到資源有限和未來氣候預測的不確定性，新建的和既有的基礎設施必須進行以風險為基礎的工程和經濟分析，以達到資源能被正確設計與分配，而具備氣候韌性。
目前將未來氣候因素納入建築和基礎設施的設計、投資和評估標準以及電腦建模規範的情況並不常見。但已有公共機構制定一些韌性指南和風險告知框架。這些文獻可為調適設計方法、極端事件特徵、防洪設計標準、洪水荷載計算以及調適性風險管理原則的應用提供指導，以應對更嚴重的氣候/天氣極端情況。.紐約市提出的“氣候韌性設計指南”即為其中一例。

### 農業
本節摘自氣候智能型農業。
所謂氣候智能型農業 (CSA)（或稱具有氣候韌性農業（climate resilient agriculture））是種管理景觀的綜合方法，以協助施做方式、牲畜和農作物去適應氣候變化的影響，並在可能的情況下通過減少農業溫室氣體排放來抵消氣候變化，同時針對不斷增長的人口以確保糧食安全。因此重點不僅在於碳耕作或可持續農業，還在於提高農業生產力。 “CSA ......符合聯合國糧農組織（FAO）可持續糧食和農業的願景，支持糧農組織提高農業、林業和漁業生產力和可持續性的目標。”
CSA具有三大支柱：提高農業生產力和收入、調適和增強對氣候變化的韌性以及減少或消除農業的溫室氣體排放。 CSA列出各種應對作物和植物未來挑戰的行動。例如CSA建議針對溫度升高和高熱，栽種耐熱作物、使用土壤覆蓋、水資源管理、遮蔭房、行間遮蔭樹以及適當的牛舍建物。有人試圖把CSA納入核心政府政策、支出和規劃框架中。為讓CSA政策有效，這類措施必須能促進廣泛的經濟增長、可持續發展目標和減貧。它們還必須與減災戰略、行動和社會安全網計劃相結合。

### 水與衛生設施
本節摘自WASH#Improving climate resilience。
具有氣候韌性的供水服務（或稱氣候韌性型WASH）指的是在任何季節，甚至是極端天氣事件期間均能提供高品質飲用水的服務。一般而言，氣候韌性是指由洪水和乾旱等氣候相關衝擊中恢復，或是減緩其脆弱性的能力。氣候韌性發展已成為永續發展的新範式。這一概念已對全球相關領域的理論和實踐產生影響。在水利產業尤其如此，因為水安全與氣候變化密切關聯。現在全球各大洲的政府都在採取氣候韌性經濟的政策。 《巴黎協定》和永續發展目標等國際框架是此類措施的驅動力。
有幾項活動可改善水安全，並增強對{{le|氣候風險|Climate risk))的韌性：對其中風險進行詳細分析，讓氣候信息與特定用戶所需相符、制定監測水系統氣候韌性的指標（這將有助於跟踪進展並指導水安全投資），並使用新的制度模式來改善水安全。
具有氣候韌性的政策有助於分配水，也要記得將來可用的水有可能會減少。因而更需要充分了解當前和未來的水文氣候狀況。更清楚了解未來氣候變率的演化，有助於更好應對其產生的影響。/>

## 工具

### 氣候韌性框架
氣候韌性框架能更好協助政府和政策制定者擬定永續解決方案來應對氣候變化的影響。首先，氣候韌性建立的是種多穩態社會生態系統的理念（社會生態系統可在多種可能的狀態之中維持穩定）。其次，氣候韌性在處理氣候變化影響時，在強調預防行動的重要性方面可發揮關鍵作用。雖然調適行動一直是個關鍵因素，但在“事後”做出改變以幫助社區和國家應對氣候變化，其效力有其限度。通過努力建立氣候韌性，政策制定者和政府可採取更顧及全面的立場，在影響發生之前就採措施予以減輕。最後是氣候韌性的觀點促使導入更大的系統內跨尺度連結。建立地方、州或國家層面上單獨形式的調適機制會讓社會生態系統整體變得薄弱。具有韌性的框架會要求更多的相互交流，以及更為整體創建及施行的環境保護。

#### 減災準備計畫
在大型的政府層面，也設立有一般計畫以加強防災準備來提高氣候韌性。例如在挪威等案例，有包括針對極端天氣事件開發更敏感、影響更深遠的預警系統、建立緊急電源系統、增強公共交通系統等措施。

## 測量
各國政府和開發機構正花費越來越多的資金來建設韌性干預措施。而衡量韌性的能力可為此類建設提供寶貴的資源分配建議。衡量工作包括有針對性識別出脆弱的熱點、更清楚了解韌性的驅動因素以及有效推動建設韌性干預措施所能發揮的影響。在近年已有多項韌性測量工具出現，提供在各種規模（從個人和家庭，到社區和國家）跟踪和測量韌性的方法。
衡量氣候韌性的工作目前也遇到一些技術挑戰。首先是定義存在很大爭議，因此很難挑出合適的特徵和指標來跟踪。其次是家庭或社區的韌性不能使用單一的觀察指標來衡量。韌性由一系列過程和特徵組成，其中許多是無形且難以觀察的（例如社會資本）。因此許多衡量的工具必須訴諸於使用大量代理指標。
最近大多數衡量農村發展背景中韌性的措施都有兩項缺點：複雜性和高成本。
美國國際開發署（USAID）發布有評估小農供應鏈氣候韌性的實地作業指南。
大多數客觀測量法採用固定且透明的韌性定義，並讓使用者透過標準化指標對不同人群進行比較。但由於許多韌性過程和能力屬於無形，客觀方法嚴重依賴粗略的代理指標。常用的客觀衡量標準的方法包括有韌性指數測量和分析（Resilience Index Measurement and Analysis，RIMA）和與時俱進的生計（Livelihoods Change Over Time，LCOT）。
但主觀測量法則採取相反的觀點。此類方法假設人們對自己的韌性有清晰的理解，並嘗試將看法納入測量過程中。這類測量法對專家最適合評估他人生活的觀念予以挑戰。主觀法使用人們自身認定的韌性列表，並讓其進行自我評估。此方法的其中一例是主觀評估韌性計分表（Subjectively-Evaluated Resilience Score，SERS）。

## 相關概念

### 氣候變化調適
本節摘自氣候變化調適。
氣候變化調適所談的是針對當前氣候變化或是預期影響而調適的過程。對人類而言，調適的目的是用於減輕或是避免傷害，並在其中找到機會而利用。人類對於自然系統，可透過干預的手段以協助調適。世界各地本已存有不同應對氣候變化影響的方式、戰略以及選項。調適的做法包括4種：基礎設施及技術面、制度面、行為與文化面，以及依據自然而從事的做法。:fig. 16.5
調適的做法因地而異，取決於其對人類或生態系統所產生的各種風險。調適對於開發中國家尤為重要，因為這些國家最易受氣候變化的影響，且受害最深。在不同區域及不同的人群中，其調適能力不盡相同，通常是開發中國家的較差。調適能力與社會變遷和經濟發展有密切關聯。
一般而言，經濟發展水平越高即表示有更高的調適能力，但有些發展會將人們鎖定在特定的模式或行為中。最發達地區的人對未曾經歷過的新型自然災害會有較低的調適能力。預計全球在未來的幾十年裡，為調適氣候變化所花費的經濟成本，每年動輒會以數十億美元為單位計算。

### 氣候變化脆弱性
本節摘自氣候變化脆弱性 。
氣候變化脆弱性也稱為氣候脆弱性（climate vulnerability），或是氣候風險脆弱性（climate risk vulnerability）），是種概念，描述人類或生態系統受到氣候變化影響的程度。它被定義為“受到氣候變化不利影響的傾向，或是秉性”。這種概念既適用於人類，也適用於自然系統（或生態系統）。:12相關概念中包括有氣候敏感性以及應對和調適的能力（或是欠缺調適能力）。:5脆弱性是氣候風險組成中的一部分。社區內部以及社會、地區和國家之間的脆弱性各不相同，並且會隨著時間的演進而增加或是減少。:12
人類和生態系統所具有的此種脆弱性是由某些不符永續發展的模式所驅動，例如“不可持續的海洋利用與土地利用、不平等、邊緣化、史上已有和仍持續的不公平模式（如殖民主義），以及治理等”。:12 因此會有某些地區的脆弱性較其他地區為高的情況。一個地區內的某些方面會有較高的脆弱性（例如貧困、治理不善和暴力衝突）。某些類型的營生方式（例如小農、牧民和漁業社區等）被認為特別具有氣候敏感性，而會產生更高的脆弱性。:12